# Coup du chapeau
Pour les articles homonymes, voir Hattrick.
 (mars 2011).
Si vous disposez d'ouvrages ou d'articles de référence ou si vous connaissez des sites web de qualité traitant du thème abordé ici, merci de compléter l'article en donnant les références utiles à sa vérifiabilité et en les liant à la section « Notes et références ».

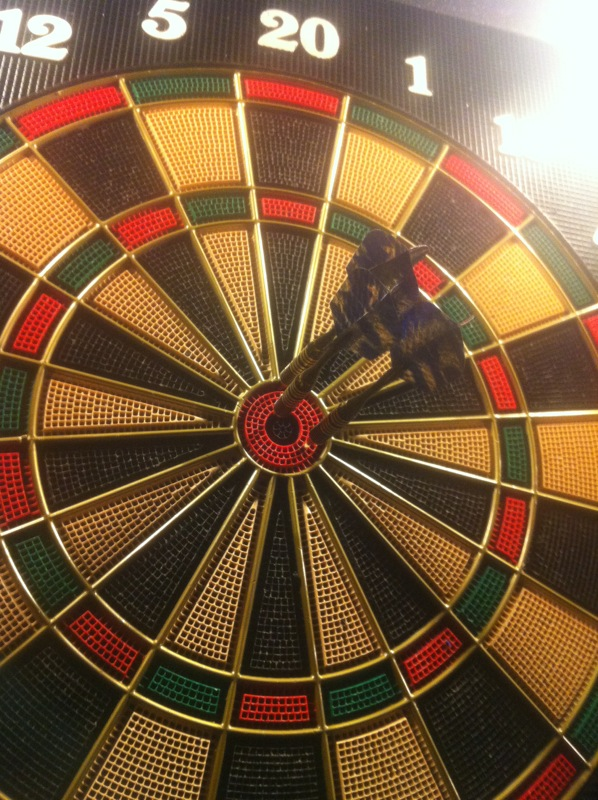
Coup du chapeau (Hat-trick en anglais) aux fléchettes.

Le coup du chapeau, ou tour du chapeau au Québec et au Nouveau-Brunswick (en anglais hat-trick), est un terme sportif d'origine anglophone associé à trois actions décisives faites par le même pratiquant au cours d'un unique événement sportif. En France, selon la discipline, le terme est traduit ou non (au football ou au rugby, les deux expressions « coup du chapeau » ou « tour du chapeau » sont utilisées, mais en Formule 1, on emploie exclusivement le terme « hat-trick »). On utilise par contre toujours le terme « tour du chapeau » au Québec. Le sens de l'expression varie suivant le sport concerné.

## Histoire
Selon le Oxford English Dictionary (édition de 1999), l'expression entra en usage après que le célèbre joueur de cricket H. H. Stephenson réussit à faire tomber trois guichets (ce qui élimine le batteur) en trois lancers consécutifs lors d'une partie du 11 anglais contre les 22 de Hallam au Hyde Park Ground à Sheffield en 1858. Pour marquer l'événement, une quête fut effectuée en son honneur, comme il était alors d'usage pour les joueurs qui venaient de réaliser un exploit exceptionnel, et H.H. Stephenson se vit remettre un couvre-chef acheté avec l'argent ainsi récolté. S'il n'est peut-être pas le premier à réaliser cet exploit, Stephenson fut le premier joueur à recevoir un couvre-chef dans ces circonstances, ce qui explique l'expression coup du chapeau.

## Dans les sports collectifs

### Cricket
Le terme est employé quand un lanceur élimine trois batteurs en trois de ses lancers consécutifs, même si les lancers sont dans des séries de lancers ou des manches différentes, et dans ces deux cas même si un joueur adverse a été éliminé par un autre lanceur entretemps.
En test cricket, le premier joueur à avoir réussi cette performance est l'australien Fred Spofforth, en 1879.

### Football
Dans la définition retenue au Royaume-Uni et reprise par la FIFA, le terme s’applique lorsqu’un joueur marque trois buts au cours de la même rencontre, y compris sur penalty.
Le terme anglais de hat-trick pour désigner un triplé est popularisé dans le monde entier lorsque Geoffrey Hurst le réalise le 30 juillet 1966 en finale de la Coupe du monde contre l'Allemagne de l'Ouest.
Une définition plus stricte est aussi d'usage dans de nombreux pays à travers le monde où un triplé n'est considéré coup du chapeau que lorsqu’il s’agit de trois buts consécutifs, sans qu’un joueur adverse ni un coéquipier n'ait marqué entre-temps. En effet, les buts intermédiaires peuvent réduire la portée de l'exploit, en fonction des buts marqués par l'adversaire lors de rencontres animées par un jeu très offensif ou de buts  parfois nombreux marqués par des coéquipiers contre un adversaire faible.
On peut distinguer deux cas plus exceptionnels encore : lorsque les trois buts inscrits consécutivement le sont sans interruption, c'est-à-dire lors de la même mi-temps, et lorsque les trois buts consécutifs ont été inscrits de façon différente, à savoir du pied gauche, du pied droit et de la tête. Michel Platini réalise le 19 juin 1984, contre la Yougoslavie lors de la troisième journée de l'Euro 1984, un coup du chapeau de ce type (des deux pieds et de la tête) qualifié de parfait (perfect hat-trick).
Il arrive que certains commentateurs anglophones emploient le terme lorsqu’un gardien arrête trois penalties consécutifs lors d’une séance de tirs au but. On parle alors de « hat-trick of saves », que l’on pourrait littéralement traduire par « coup du chapeau de sauvegarde ».

### Hockey sur glace
Au hockey sur glace, l'expression « tour du chapeau » est employée pour désigner la réalisation d'un joueur qui compte trois buts durant une partie. Trois buts consécutifs est appelé un « tour du chapeau naturel ». Après le troisième but, la tradition veut que les spectateurs lancent leur casquette sur la patinoire. Pendant les années 1950 et 1960, la chapellerie Henri Henri de Montréal offrait un chapeau au joueur qui accomplissait cet exploit au Forum, quelle que soit l'équipe.
L'expression « tour du chapeau à la Gordie Howe » désigne quant à elle la réalisation d'un joueur qui compte un but, effectue une passe décisive et participe à un combat lors d'une même partie.
On trouve aussi l'expression « tour du chapeau à la Terry Harper » (Terry Harper hat trick), qui désigne le fait de compter trois buts dans une saison,. Harper était un défenseur talentueux de la LNH qui se portait très rarement à l'attaque.

### Rugby
Le terme s’applique lorsqu'un joueur marque trois essais, consécutifs ou non, dans le même match.

## Dans les sports individuels

### Catch
Le terme s’applique lors d’une prise où le combattant répète le même mouvement trois fois de suite.

### Cyclisme sur route
Le terme peut s'appliquer lorsqu'un coureur cycliste remporte au moins trois étapes sur une même course à étapes, ou comme au football où l'on peut distinguer le hat trick d'un simple triplé, lorsque ces trois étapes ont été remportées de manière différente : en solitaire, au sprint ou en contre-la-montre.

### Sport automobile
Le terme s’applique lorsqu’un pilote réussit lors d’une même course à obtenir la pole position, le meilleur tour en course et la victoire. Ce terme est la plupart du temps, utilisé en Formule 1, mais le coup du chapeau peut être obtenu dans d'autres courses comme en IndyCar Series, ou en supertourisme.
Jim Clark fut longtemps détenteur du record de hat-tricks (11) jusqu'à être détrôné par Michael Schumacher (22). On parle de « grand chelem » quand le pilote, au cours de son hat-trick, parvient à rester en tête du début à la fin de la course. Jim Clark détient toujours le record de grands chelems, cette performance étant devenue plus difficile à réaliser depuis qu'il y a des changements de pneus aux stands pendant la course.